# Златно око
Златно око (енгл. GoldenEye) је шпијунски филм из 1995. године и седамнаести у серији Џејмс Бонд британског продуцента Eon Productions-а, као и први у ком глуми Пирс Броснан као измишљени агент MI6-а, Џејмс Бонд. Филм је режирао Мартин Кембел и први је у серији који не користи било какве елементе приче из дела романописца Ијана Флеминга. Први је филм Џејмс Бонд који није продуцирао Алберт Броколи, након што је напустио Eon Productions и заменила га је његова ћерка, Барбара Броколи (заједно са Мајклом Вилсоном, иако је Алберт још увек био укључен у филм као продуцент консултант, што је његово последње ангажовање на филму Џејмс Бонд, а такође и током његове каријере, пре његове смрти 1996). Причу је осмислио и написао Мајкл Франс, уз каснију сарадњу других писаца. У филму, Бонд се бори да спречи одметнутог бившег агента MI6 (Шон Бин) да употреби сателитско оружје против Лондона како би изазвао глобални финансијски колапс.
Филм је издат након шестогодишње паузе у серији коју су проузроковали правни спорови, током које је Тимоти Далтон поднео оставку на улогу Џејмса Бонда и замењен је Броснаном. М је такође преобликован, са глумицом Џуди Денч поставши прва жена која тумачи лика. Улога гђице Манипени је такође преобликована, са Самантом Бонд која је заменила Керолајн Блис; Дезмонд Левелин једини је глумац који понавља своју улогу као Кју. Први је направљени филм о Бонду након распада Совјетског Савеза и завршетка Хладног рата, који су коришћени за позадину радње. Филм је снимљен у УК, Русији, Монте Карлу и Порторику; прва је филмска продукција снимљена у Leavesden Studios-у. Први је филм о Бонду који користи CGI, Златно око такође је био финални филм у каријери надзорника специјалних ефеката, Дерека Медингса, и био је посвећен у сећање на њега.
Филм је прикупио глобалну бруто зараду од преко 350 милиона долара, што је знатно боље од Далтонових филмова, не узимајући у обзир инфлацију. Добио је позитивне критике, а критичари су Броснана сматрали дефинитивним побољшањем у односу на његовог претходника. Номинован је за најбоље визуелне ефекте и најбољи звук на BAFTA-и.
Назив „Златно око” одаје почаст творцу Џејмса Бонда, Ијану Флемингу. Док је радио за британску поморску обавештајну службу као потпоручник, Флеминг се повезивао са поморским обавештајним одељењем како би пратио развој догађаја у Шпанији након Шпанског грађанског рата, у операцији кодног назива Операција Златно око. Флеминг је назив ове операције користио за своје имање у Оракабеси.

## Радња
Прича почиње са Бондом који улази у погон хемијског оружја у Архангелску, у Совјетском Савезу, са пријатељем и колегом, Алеком Тревелијаном, агентом 006 (Шон Бин). Током мисије, Тревелијана је заробио и ранио совјетски пуковник Аркадиј Григорјевич Урумов (Готфрид Јон); Бонд успева да побегне и диже погон у ваздух.
Девет година касније , након распада Совјетског Савеза, Урумов, сада генерал руске војске и шеф руског свемирског одсека, и Ксенија Онатоп (Фамке Јансен), чланица Јанусове криминалне организације, краду прототип хеликоптера Тајгер током демонстрације у Монакоу. Након тога одлазе до сателитског оружја Златно око у Северној земљи (Русија). Тамо убијају програмере и краду контролни диск за оружје. Како би прикрили крађу, испаљују један од два сателита Златно око на комплекс, узроковавши тако електромагнетни пулс, који уништава опрему у бази и руши надолазећи МиГ на зграду.
Одлазе са програмером који ради за Јануса, Борисом Гришенком (Алан Каминг) у хеликоптеру који није оштећен. Наталија Симјонова (Изабела Скорупко), друга програмерка, једина је преживела. Договара састанак са Гришенком у Санкт Петербургу, где је он издаје Онатоповој. Бонд се у Санкт Петербургу преко агента ЦИЕ Џека Вејда (Џо Дон Бејкер) састаје са Валентином Дмитровичем Жуковским (Роби Колтрејн), руским гангстером. Жуковски му после тога договара састанак са шефом Јануса, а испоставља се да је то сам Тревелијан, који је лажирао властиту смрт у Архангелску. Тревелијан је син Козака, које cу Британци предали Црвеној армији 1945. године. Његов отац је убио његову мајку, a после је извршио самоубиство. Тревелијан планира да окрене други сателит Златно око на Лондон, што ће онеспособити електрични систем како би прикрио пљачку Банке Енглеске.
Тревелијан упуца Бонда са пиштољем за смирење, а буди се у хеликоптеру Тајгер са Наталијом Симјоновом. Хеликоптер је програмиран да испали два пројектила којим ће уништити самог себе, али они ипак беже, катапултирајући се са седишта тренутак пре експлозије.
Бонда и Симјонову заробљава руска војска, а испитују их руски министар одбране Дмитриј Мишкин (Чеки Карјо) и Урумов. Током испитивања, Симјонова оптужује генерала Урумова за инцидент у Северној земљи. Схвативши да је умешан у инцидент, Урумов убија Мишкина и побегне са Симјоновом у ауту. Бонд их почиње следити у тенку кроз Санкт Петербург, све до оклопљеног воза, где сусреће Тревелијана и Онатопову. Бонд убија Урумова како би спасио Симјонову, док Тревелијан и Онатопова успевају да побегну. Док сат на уређају за самоуништење откуцава, Бонд користи ласерски сат како би побегао, изрезавши под тренутак пре него што је воз експлодирао.
Бонд и Симјонова одлазе на Кубу како би нашли сателитски тањир који би требало употребити за други сателит. Након што им је авион срушен у џунгли, напада их Онатопова, обешена на уже из хеликоптера. Бонд причвршћује њено уже и почне да пуца у хеликоптер. Хеликоптер повлачи Онатопову на стабло и убија је. Бонд и Симјонова улазе у контролну базу сателита, где Симјонова програмира сателит како би се ваздуха вратила из Земљине атмосфере. Бонд уништава контроле сателита, како Гришенко не би могао управљати њиме. Након борбе са Бондом, Тревелијан пада на дно џиновског тањира, где га згњечи распадајућа полуга. Бонд успева да побегне у хеликоптеру са Симјоновом, а на земљи се састаје са Вејдом и групом америчких маринаца.

## Улоге
| Глумац           | Улога                              |
| ---------------- | ---------------------------------- |
| Пирс Броснан     | Џејмс Бонд/007                     |
| Шон Бин          | Алек Тревелијан/006                |
| Изабела Скорупко | Наталија Семјонова                 |
| Готфрид Јон      | генерал Аркадиј Григорјевич Урумов |
| Џо Дон Бејкер    | Џек Вејд                           |
| Алан Каминг      | Борис Гришенко                     |
| Фамке Јансен     | Ксенија Онатоп                     |
| Чеки Карјо       | Дмитриј Мишкин                     |
| Роби Колтрејн    | Валентин Дмитрович Жуковски        |
| Џуди Денч        | М                                  |
| Дезмонд Левелин  | Кју                                |
| Саманта Бонд     | Мис Манипени                       |
| Мини Драјвер     | Ирина                              |

## Зарада
- Зарада у САД - 106.429.941 $
- Зарада у иностранству - 245.764.093 $
- Зарада у свету - 352.194.034 $